# Bassillac
Basillac (bis 2002: Bassilac; okzitanisch: Bassilhac) ist eine Ortschaft und eine Commune déléguée in der französischen Gemeinde Bassillac et Auberoche mit 1.868 Einwohnern (Stand: 1. Januar 2022) im Département Dordogne in der Region Nouvelle-Aquitaine. 
Basillac wurde mit Wirkung vom 1. Januar 2017 mit Eyliac, Milhac-d’Auberoche, Saint-Antoine-d’Auberoche, Blis-et-Born und Le Change zur Commune nouvelle Bassillac et Auberoche zusammengeschlossen und hat seither den Status einer Commune déléguée. Die Gemeinde Basillac gehörte zum Arrondissement Périgueux und zum Kanton Isle-Manoire.

## Geographie
Bassillac liegt rund sieben Kilometer östlich des Stadtzentrums von Périgueux. Im Norden verläuft der Fluss Isle. Bassillac wird umgeben von den Nachbargemeinden Antonne-et-Trigonant im Norden, Escoire im Norden und Nordosten, Le Change im Nordosten, Eyliac im Osten und Süden, Saint-Laurent-sur-Manoire im Süden und Südwesten, Boulazac im Westen sowie Trélissac im Nordwesten.
Am Südrand der Gemeinde führt die Autoroute A89 entlang. Der Flughafen Périgueux liegt im Gemeindegebiet. 

## Bevölkerungsentwicklung
| Jahr                       | 1962 | 1968 | 1975 | 1982 | 1990 | 1999 | 2006 | 2012 |
| Einwohner                  | 506  | 512  | 701  | 1297 | 1541 | 1755 | 1735 | 1791 |
| Quellen: Cassini und INSEE |      |      |      |      |      |      |      |      |

## Sehenswürdigkeiten
- Kirche Invention-de-Saint-Étienne, romanischer Bau aus dem 16. Jahrhundert
- Wasserschloss Rognac in der Isle aus dem 16. und 17. Jahrhundert
- Schloss Goudeau
- Höhle von Meycourby mit Taubenschlag
- Taubenhaus in Meycourbie

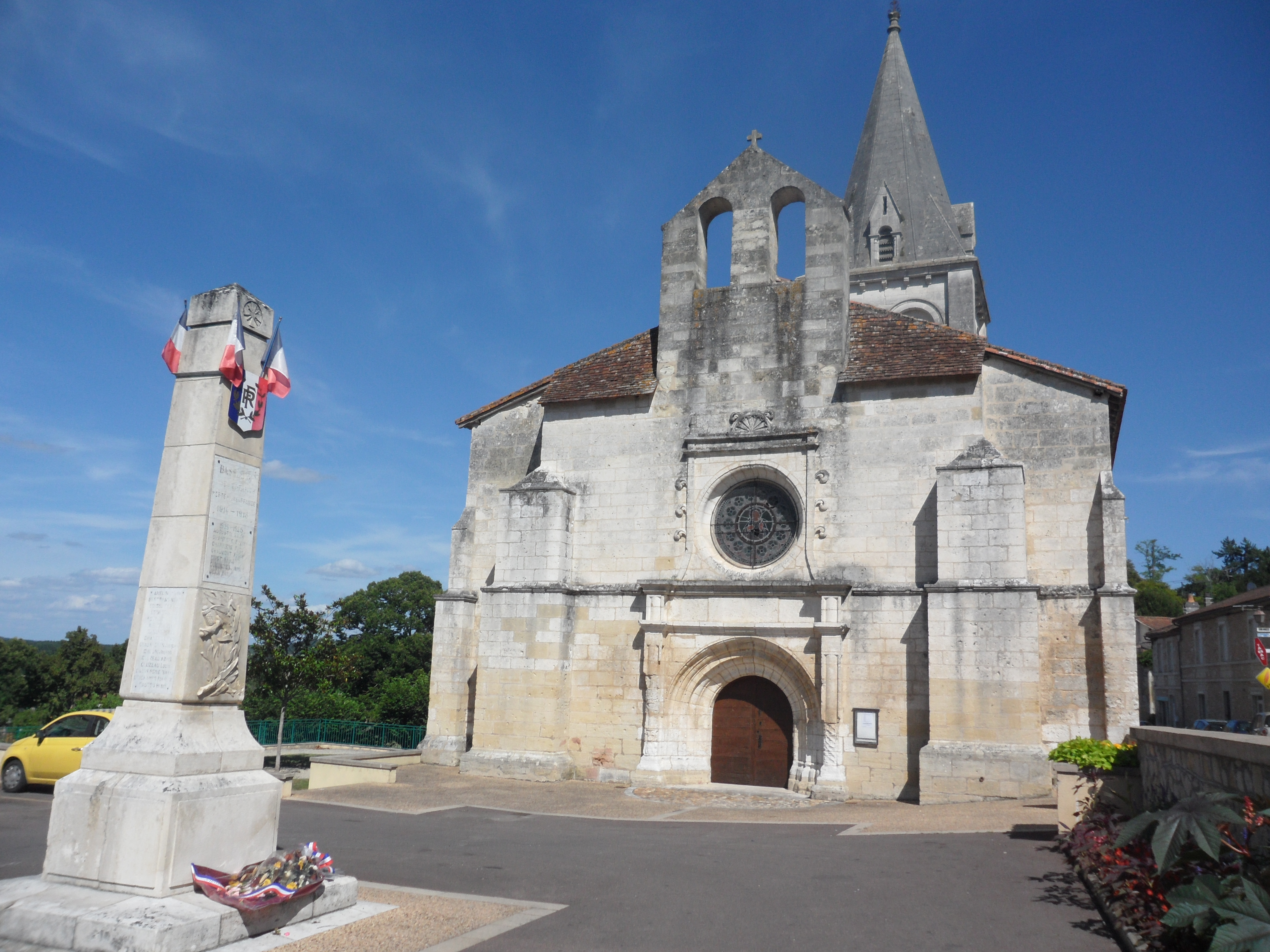
Kirche Invention-de-Saint-Étienne
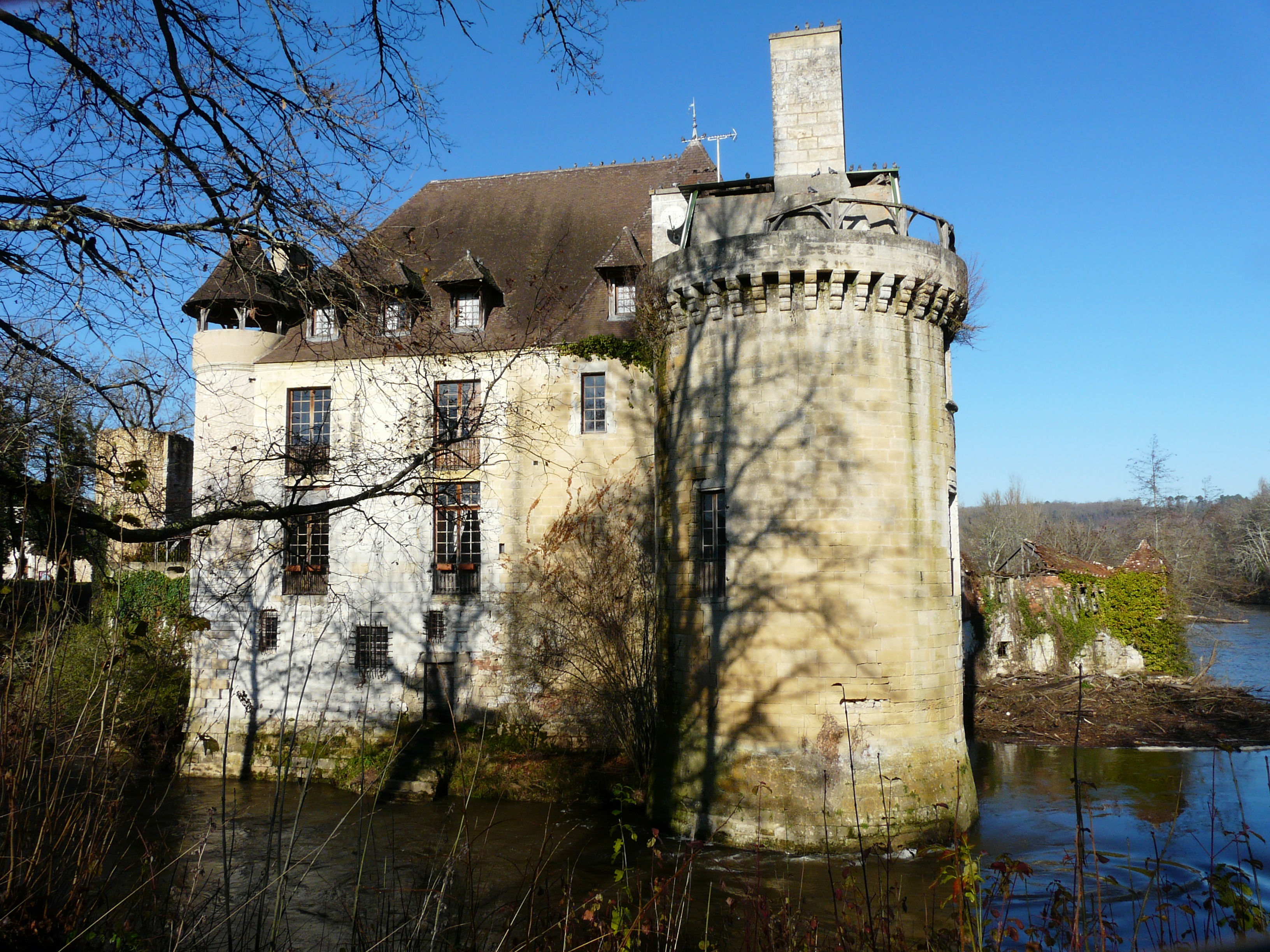
Wasserschloss Rognac
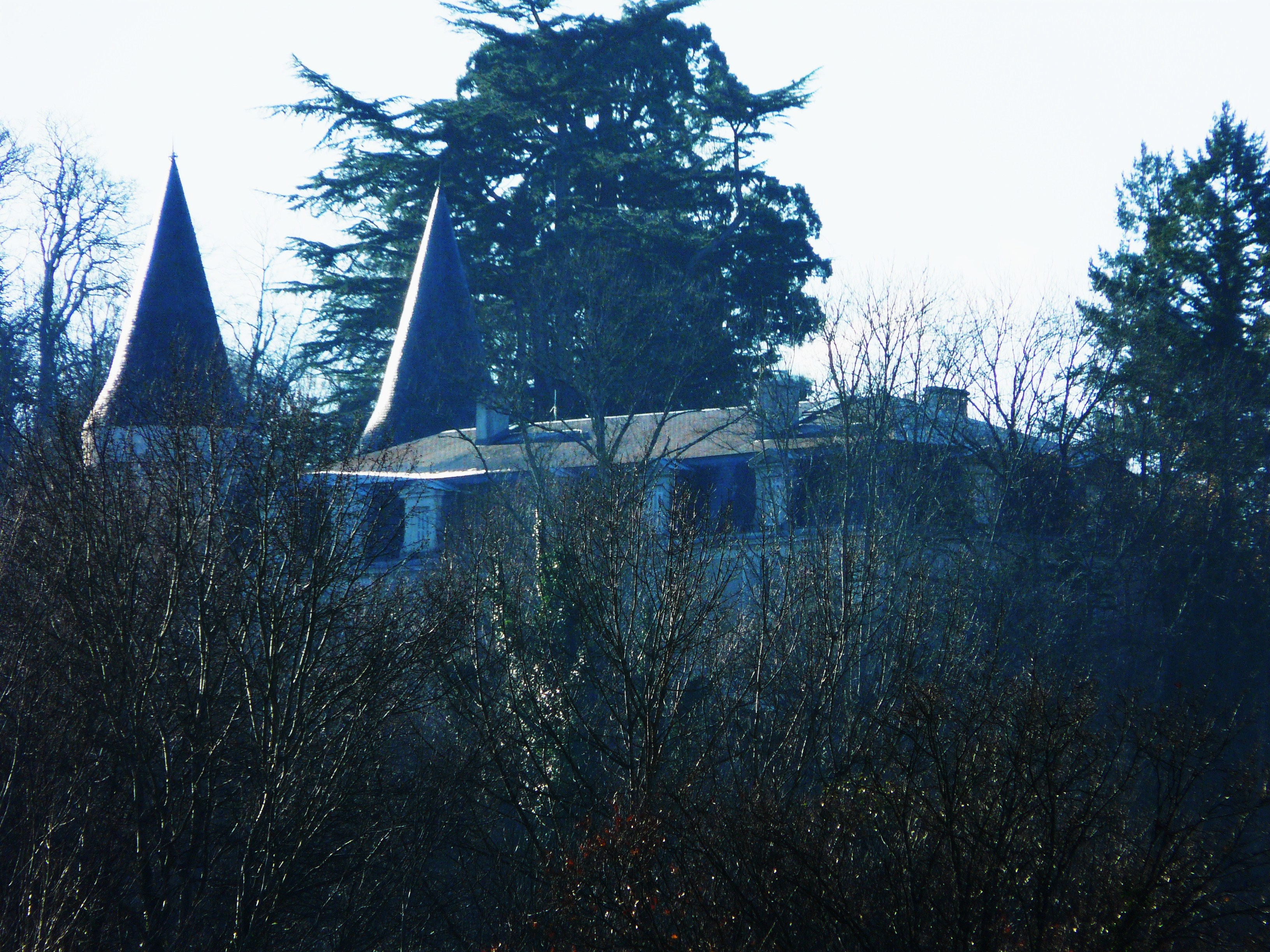
Schloss Goudeau

## Persönlichkeiten
- Georges Bonnet (1889–1973), Politiker, Justiz- (1939/40) und Außenminister (1938/39)